# دخل الضمان التكميلي
دخل الضمان التكميلي ((بالإنجليزية: Supplemental Security Income) أو اختصارًا SSI) هو برنامج يخضع لاختبار الحاجة يوفّر مدفوعات نقدية للأطفال ذوي الإعاقة، والبالغين ذوي الإعاقة، والأفراد الذين تبلغ أعمارهم 65 عامًا أو أكثر من المواطنين أو الرعايا في الولايات المتحدة.
أُنشئ البرنامج بموجب تعديلات الضمان الاجتماعي لعام 1972، ويُدرج تحت العنوان السادس عشر من قانون الضمان الاجتماعي. وتديره إدارة الضمان الاجتماعي (بالإنجليزية:Social Security Administration وتُختصر: SSA)، وبدأ العمل به في عام 1974. يمكن للأفراد أو لمساعديهم البدء في تقديم طلب الحصول على مزايا دخل الضمان التكميلي من خلال تعبئة نموذج قصير على موقع إدارة الضمان الاجتماعي. ويقوم موظفو الإدارة بتحديد موعد خلال أسبوع إلى أسبوعين لمتابعة العملية واستكمالها.
تم إنشاء دخل الضمان التكميلي ليحلّ محل برامج المساعدة الفيدرالية-الولائية للكبار، والتي كانت تهدف إلى الغاية نفسها ولكن كانت تُدار على مستوى الولايات، وقد تعرضت لانتقادات بسبب افتقارها إلى معايير أهلية موحدة. وكان الغرض من إعادة هيكلة هذه البرامج توحيد شروط الأهلية ومستوى المزايا المقدّمة. وعلى الرغم من أن البرنامج يُدار من قبل إدارة الضمان الاجتماعي، إلا أنه يُموّل من صندوق الخزانة العامة الأمريكية، وليس من صندوق الضمان الاجتماعي. واعتبارًا من مايو 2025، يوفّر البرنامج المزايا لأكثر من سبعة ملايين أمريكي.

## التاريخ
جاء التشريع الذي أنشأ برنامج دخل الضمان التكميلي نتيجةً لجهود الرئيس ريتشارد نيكسون في إصلاح برامج الرعاية الاجتماعية في البلاد. ففي ذلك الوقت، كانت كل ولاية تطبق برامج مختلفة نوعًا ما ضمن مساعدات المكفوفين، ومساعدات ذوي الإعاقة الدائمة والكاملة، ومساعدات المسنين، والتي أُنشئت كجزء من قانون الضمان الاجتماعي لعام 1935، وكانت تتلقى تمويلًا فيدراليًا.
رأت إدارة نيكسون أن هذه البرامج يجب أن تصبح اتحادية وتُدار من قِبل إدارة الضمان الاجتماعي. ولذلك، أُنشئ برنامج دخل الضمان التكميلي لإلغاء الفروقات بين الولايات، بما في ذلك معايير الإعاقة المختلفة ومتطلبات الدخل والموارد، والتي اعتُبرت على نطاق واسع غير منطقية أو غير عادلة. وقّع نيكسون على تعديلات الضمان الاجتماعي لعام 1972 في 30 أكتوبر 1972، والتي أسست برنامج دخل الضمان التكميلي رسميًا.
بدأ البرنامج عمليًا في يناير 1974 من خلال تأميم برامج الولايات، وتكليف إدارة الضمان الاجتماعي بالإشراف عليه. وقد وقع الاختيار على إدارة الضمان الاجتماعي لأنها كانت تدير منذ عام 1956 برنامج تأمين العجز الوطني للبالغين العاملين المؤمن عليهم من خلال ضرائب قانون مساهمات التأمين الفيدرالي ضمن برنامج تأمين الشيخوخة والباقين على قيد الحياة والعجز (OASDI).
كان مستوى المزايا الأولي في عام 1972 قريبًا من متوسط معاش التقاعد الشهري في برنامج تقاعد الضمان الاجتماعي. وفي أغسطس 1974، أقرّ الكونغرس تشريعًا يقضي بزيادة مزايا دخل الضمان التكميلي تلقائيًا بنفس النسبة وفي الوقت نفسه الذي تُزاد فيه مزايا التقاعد والباقين والعجز.[بحاجة لمصدر]
في عام 2020، بلغ الحد الأقصى لمزايا دخل الضمان التكميلي للفرد (783 دولارًا)، أي حوالي 52٪ من متوسط معاش التقاعد الشهري (1503 دولارات). وعلى الرغم من أن كلا البرنامجين يُعدّل وفق التضخم السعري، فإن مزايا الضمان الاجتماعي تُحسب بناءً على نمو الأجور، مما يعني أن مزايا دخل الضمان التكميلي ستستمر بالانخفاض نسبيًا مقارنة بالضمان الاجتماعي.
وفي عام 2020، كان الحد الأقصى لمزايا دخل الضمان التكميلي أقل من خط الفقر الاتحادي للفرد (نحو 1084 دولارًا شهريًا). ومع بقاء مزايا دخل الضمان التكميلي وخط الفقر مرتبطين بالتضخم السعري، فإن هذا الوضع سيستمر ما لم يُعدّل قانونيًا. ومع الاعتماد على دخل الضمان التكميلي ومصادر أخرى للدخل، يبقى نحو 42٪ من مستفيدي دخل الضمان التكميلي تحت خط الفقر.
يُشير المؤرخان إدوارد دي. بيركوفيتز ولاري دويت إلى أن برنامج دخل الضمان التكميلي نجح في توجيه الدعم للفئات الأشد حاجة، مثل الأقليات، رغم الانتقادات بأن النظام يميل إلى الطبقة الوسطى. ففي 2020، شكل الأمريكيون الأفارقة نحو 28٪ من البالغين المستفيدين من دخل الضمان التكميلي، رغم أنهم يمثلون نحو 13.4٪ فقط من السكان عمومًا. أما من تبلغ أعمارهم 75 سنة فأكثر، فإن 18٪ منهم آسيويون، و20٪ أفارقة، و20٪ من أصل لاتيني.
ويُعد الأطفال ذوو الإعاقة مؤهلين للاستفادة من البرنامج منذ إنشائه. وفي عام 1990، قضت المحكمة العليا في قضية سوليفان ضد زيبلي بضرورة أن تأخذ إدارة الضمان الاجتماعي بعين الاعتبار كيف تؤثر الإعاقات الصحية على وظائف الطفل عند تقييم الأهلية. وأظهرت دراسة في 2020 أن أطفال دخل الضمان التكميلي يعانون من معدلات مرتفعة من الفقر، والمشاكل الصحية، والوفاة، والصعوبات التعليمية. كما أظهرت دراسة في 2019 أن معدلات وفيات الرضع لدى مقدمي طلبات دخل الضمان التكميلي من الأطفال أعلى بخمسة أضعاف من المعدلات العامة.
وباستثناء حالات محدودة، يجب أن يقيم الأفراد في إحدى الولايات الخمسين أو مقاطعة كولومبيا أو جزر ماريانا الشمالية ليكونوا مؤهلين للحصول على دخل الضمان التكميلي. وقد انضمت جزر ماريانا إلى الأراضي الأمريكية عام 1976، ونص العهد معها على شمولها في البرنامج. أما غوام وبورتو ريكو وجزر العذراء الأمريكية، فهي مؤهلة للحصول على منح فيدرالية، لكن لا يحق لسكانها الحصول على مزايا دخل الضمان التكميلي. وفي أبريل 2022، قضت المحكمة العليا في قضية الولايات المتحدة ضد فايلو ماديرو بأن استبعاد بورتو ريكو من البرنامج دستوري، كونها لا تدفع معظم الضرائب الفيدرالية.
بالنسبة للبالغين المتزوجين، قد تُحتسب المزايا بناءً على مقدار مخصّص للأزواج إذا استوفى كلا الزوجين شروط الأهلية (مثل الإعاقة). في هذه الحالة، يكون مجموع المزايا المدفوعة أقل من مجموع ما يتلقاه شخصان منفردان، وذلك بافتراض أن الزوجين يعيشان معًا بتكاليف أقل من شخصين منفصلين. لكن هذا التخفيض لا يُطبق إلا على المتزوجين قانونيًا، ما قد يُشجع بعض المستفيدين على عدم الزواج.

## الأهلية
لكي يكون الأفراد مؤهلين للحصول على مزايا برنامج دخل الضمان التكميلي، يجب عليهم تقديم طلب واستيفاء الشروط التالية:
- أن يكون عمرهم 65 عامًا أو أكثر، أو أن يكونوا مكفوفين أو ذوي إعاقة؛ و
- أن يقيموا قانونيًا في إحدى الولايات الخمسين أو في مقاطعة كولومبيا أو جزر ماريانا الشمالية، أو أن يكونوا أطفالًا لوالدين عسكريين مكلّفين بمهمة دائمة خارج الولايات المتحدة، أو أن يكونوا طلابًا (بقيود معينة) مؤقتًا في الخارج؛ و
- أن يكون لديهم دخل وموارد ضمن حدود معيّنة (انظر الأقسام الفرعية).

لأغراض الأهلية على أساس العمر، يجب على المتقدمين إثبات أنهم بلغوا 65 عامًا أو أكثر. أما في حالة الأهلية على أساس الإعاقة، فيجب عليهم تقديم أدلة تثبت أنهم يستوفون تعريف الإعاقة وفقًا لإدارة الضمان الاجتماعي.
في حالات البالغين، تُحدّد إدارة الضمان الاجتماعي، ما إذا كانت إعاقة الفرد تمنعه من العمل على نحو جوهري ضمن الاقتصاد الوطني. أما في حالات الأطفال، فتُقيّم الإدارة ما إذا كان لدى الطفل قيود وظيفية "ملحوظة" أو شديدة.
يُتخذ القرار الأولي بشأن حالة الإعاقة من قبل وكالات خدمات تحديد الإعاقة (DDS) التابعة للولايات، والتي تتعاقد مع الحكومة الفيدرالية وتلتزم بالتعريف الفيدرالي للإعاقة. ويُمنح الأفراد الذين تُرفض طلباتهم في المرحلة الأولية حق الاستئناف. ويمكن أن تُعرض القضايا المستأنفة على قضاة القانون الإداري، أو مجلس الاستئناف التابع لإدارة الضمان الاجتماعي، أو على المحاكم الفيدرالية.
في بعض الحالات، قد يكون الأفراد مؤهلين للحصول على مزايا كل من الضمان الاجتماعي ودخل الضمان التكميلي. فعلى سبيل المثال، يمكن للفرد المعاق الذي عمل سابقًا في وظيفة مشمولة بنظام الضمان الاجتماعي وكان دخله وموارده محدودة، أن يحصل على مزايا عجز من الضمان الاجتماعي بناءً على عمله السابق، بالإضافة إلى مزايا دخل الضمان التكميلي جزئية نظرًا لمحدودية دخله وموارده.
وتعامل إدارة الضمان الاجتماعي طلب الحصول على دخل الضمان التكميلي باعتباره أيضًا طلبًا للحصول على أي مزايا أخرى للضمان الاجتماعي قد يكون الفرد مؤهلًا لها. ومع ذلك، يختلف دخل الضمان التكميلي عن الضمان الاجتماعي من حيث أن دخل الضمان التكميلي يقدّم المساعدات للأفراد ذوي دخل محدود وموارد محدودة، دون اشتراط العمل السابق ضمن وظائف مشمولة بالضمان الاجتماعي.

### التقدّم للحصول على المزايا
يجب تقديم طلب رسمي إلى إدارة الضمان الاجتماعي قبل أن يتمكن الفرد من الحصول على مزايا دخل الضمان التكميلي. ويمكن للأفراد أو لمساعديهم بدء الطلب عبر تعبئة نموذج قصير على موقع الإدارة الإلكتروني. يقوم موظفو الإدارة بتحديد موعد خلال أسبوع إلى أسبوعين مع الفرد أو مساعده لاستكمال الإجراءات.
وبدلاً من ذلك، يمكن للأفراد التقدّم بطلب للحصول على دخل الضمان التكميلي من خلال:
- الاتصال بالرقم المجاني الوطني لإدارة الضمان الاجتماعي: 1-800-772-1213
- الاتصال بمكتب الضمان الاجتماعي المحلي[25]

### المسنّون، أو ذوو الإعاقة، أو المكفوفون
لكي يكون الفرد مؤهلًا للحصول على مزايا دخل الضمان التكميلي (دخل الضمان التكميلي)، يجب أن يُصنّف ضمن إحدى الفئات التالية: مسن، أو ذو إعاقة، أو أعمى.
المسنّون – يُعتبر الشخص مسنًا إذا بلغ سن 65 عامًا أو أكثر. وفي بعض الحالات، يمكن المطالبة بالمزايا اعتبارًا من سن 62 عامًا. وتتبع إدارة الضمان الاجتماعي، كما هو الحال في الحكومة الأمريكية عمومًا، القانون العام الإنجليزي، وتعتبر أن الشخص يبلغ عمرًا معينًا في اليوم الذي يسبق يوم ميلاده.
ذوو الإعاقة – يُعتبر الشخص معاقًا إذا استوفى تعريف الإعاقة المعتمد لدى إدارة الضمان الاجتماعي، والمُستخدم لتحديد الأهلية لبرنامج دخل الضمان الاجتماعي لذوي الإعاقة:
«تعني الإعاقة عدم القدرة على الانخراط في أي نشاط مجزٍ جوهريًا نتيجة خلل جسدي أو عقلي يمكن تحديده طبيًا، والذي يُتوقّع أن يؤدي إلى الوفاة، أو استمر أو يُتوقّع أن يستمر لفترة متواصلة لا تقل عن 12 شهرًا.»
وقد نصّت تعديلات عام 1967 على أن يُعتبر العامل "معاقًا" فقط إذا كانت الإعاقة الجسدية أو العقلية ذات حدة تمنعه ليس فقط من أداء عمله السابق، بل أيضًا من الانخراط في أي نوع آخر من العمل المجزي المتاح في الاقتصاد الوطني، مع مراعاة العمر والتعليم والخبرة العملية، وذلك بغض النظر عن:
- ما إذا كان هذا العمل متاحًا في المنطقة التي يقيم فيها المُتقدّم؛
- وجود شاغر وظيفي فعلي؛
- ما إذا كان سيتم قبوله في حال تقدّمه للعمل.

وينص القانون أيضًا على أن «العمل المتاح في الاقتصاد الوطني» يعني العمل المتوفر بأعداد كبيرة إما في المنطقة التي يعيش فيها الفرد أو في عدة مناطق أخرى داخل البلاد.
وبالنسبة لعام 2021، يُعرَّف النشاط المجزي جوهريًا بأنه القدرة على تحقيق دخل إجمالي قدره 1310 دولارات شهريًا لمعظم الأفراد ذوي الإعاقة. أما بالنسبة للمكفوفين قانونيًا، فإن الحدّ هو 2190 دولارًا، لكنه يُطبَّق فقط على SSDI، وليس على دخل الضمان التكميلي.
بالنسبة للأطفال دون سن 18، يمكن تصنيفهم كمعاقين لأغراض دخل الضمان التكميلي إذا كان لديهم خلل طبي محدد (أو مجموعة من الخلل) يؤدي إلى قيود وظيفية ملحوظة أو شديدة، ويُتوقّع أن يؤدي إلى الوفاة، أو استمر أو يُتوقّع أن يستمر لمدة لا تقل عن 12 شهرًا متواصلًا.
المكفوفون – يُعتبر الشخص أعمى إذا استوفى التعريف التالي:
«حدة البصر المركزية تبلغ 20/200 أو أقل في العين الأفضل مع استخدام عدسة تصحيحية. وتُعدّ العين التي لا يتجاوز أوسع قطر في مجال رؤيتها زاوية 20 درجة كأنها تمتلك حدة بصر مركزية 20/200 أو أقل.»
كما يُعتبر الفرد أعمى لأغراض دخل الضمان التكميلي بغض النظر عن مدة استمرار العمى، أو ما إذا كان يقوم بنشاط مجزٍ جوهريًا.

### الدخل
من بين متطلبات الأهلية للحصول على مزايا دخل الضمان التكميلي، أن يكون دخل الفرد أقل من حدود معينة. وتختلف هذه الحدود حسب الولاية التي يقيم فيها الشخص، وظروف المعيشة، وعدد الأشخاص المقيمين في نفس المسكن، ونوع الدخل.
ولا يُحتسب كل أنواع الدخل عند تحديد "الدخل المحتسب" لأغراض الأهلية ضمن البرنامج. فهناك أنواع معينة من المدفوعات لا تُحتسب ضمن الدخل، مثل:
- المنح الدراسية والمساعدات التعليمية؛
- مزايا برنامج المساعدة الغذائية التكميلية (بالإنجليوية: Supplemental Nutrition Assistance Program، ويُختصر: SNAP أو ما يُعرف بـ"كوبونات الطعام")؛
- مساعدات الطاقة المنزلية؛
- المدفوعات الصغيرة وغير المتكررة.[33]

### الموارد
من المتطلبات الأخرى للحصول على مزايا دخل الضمان التكميلي أن تكون موارد الفرد أقل من حد معين. ويبلغ هذا الحد:
- 2000 دولار أمريكي للفرد الواحد؛
- 3000 دولار للفرد وزوجه (سواء كان الزوج مؤهلًا للحصول على دخل الضمان التكميلي أم لا)؛
- 4000 دولار للطفل المتقدّم بطلب ويعيش مع أحد والديه؛
- 5000 دولار للطفل المتقدّم بطلب ويعيش مع كلا والديه.[34]

ومع ذلك، قد تُدفع المزايا المشروطة إذا كانت نسبة كبيرة من الموارد تُعتبر غير سائلة (أي لا يمكن بيعها خلال 20 يوم عمل)، بشرط أن يوافق المتقدّم على بيع تلك الموارد بقيمتها السوقية الحالية خلال فترة محددة وسداد الأموال لاحقًا بعد إتمام البيع.
ولا تُحتسب كل الموارد الفعلية عند حساب موارد الفرد أو الزوجين لأغراض أهلية دخل الضمان التكميلي.
تم تحديد حدود الموارد في الأصل عام 1974 بقيمة 1500 دولار للفرد و2500 دولار للزوجين، ولم تكن مرتبطة بالتضخم. وفي عام 1987، رُفعت الحدود إلى 1800 و2700 دولار، ثم في عام 1988 إلى 1900 و2850 دولار، وأخيرًا في عام 1989 إلى 2000 و3000 دولار، وهي المستويات الحالية. ووفقًا للقانون الحالي، ستظل هذه الحدود ثابتة إلى أجل غير مسمّى.
الاستثناء الوحيد لهذه الحدود هو حساب ABLE، الذي أُنشئ بموجب "قانون تحقيق حياة أفضل" لعام 2014 (ABLE Act)، ووقّعه الرئيس الأمريكي في 19 ديسمبر 2014. وقد تم ترسيخ هذا الحساب المعفى من الضرائب ضمن القسم 529A الجديد من قانون الإيرادات الداخلية في الولايات المتحدة.
تفاصيل هذه الحسابات، التي أصبحت سارية بعد إصدار وزارة الخزانة للوائح التنفيذية واعتماد الولايات لقوانين إدارة الحسابات:
- يمكن فتح الحساب من قِبل الشخص المعاق أو نيابةً عنه، بشرط أن يكون ظهور الإعاقة قبل سن 26 عامًا.
- تُحدد المساهمات السنوية بنفس حد الإعفاء من ضريبة الهدايا للفرد (15,000 دولار منذ 2014)، والحد الأعلى للتجميع يساوي الحد المسموح به في خطة 529 التعليمية حسب الولاية التي يقيم فيها المستفيد. المساهمات غير قابلة للخصم الضريبي، لكن الدخل الناتج داخل الحساب لا يخضع للضريبة.
- يُسمح بالسحب المعفى من الضرائب لتغطية "نفقات الإعاقة المؤهلة"، والتي تشمل التعليم، السكن، النقل، التوظيف، التكنولوجيا المساعدة، والرعاية الصحية.
- يُستثنى أول 100,000 دولار في حساب ABLE من احتساب الموارد لأغراض الدخل. وإذا تجاوز رصيد الحساب هذا الحد، تُعلّق مزايا الدخل إلى أن ينخفض الرصيد إلى أقل من 100,000 دولار، لكن يبقى المستفيد مشمولًا ببرنامج ميديكيد بغض النظر عن رصيد الحساب.

### الإقامة
لا تُصرف مزايا دخل الضمان التكميلي للمواطنين الأمريكيين فقط، بل قد تُمنح أيضًا للأجانب المقيمين قانونيًا في الولايات المتحدة. في المقابل، قد يُحرم بعض المواطنين من الأهلية إذا لم يكونوا مقيمين حاليًا داخل الولايات المتحدة.
توجد استثناءات لهذه القاعدة، من بينها:
- أطفال الآباء العسكريين الذين وُلدوا خارج البلاد، أو أصيبوا بإعاقة أو فقدوا البصر في الخارج، أو تقدموا لأول مرة للحصول على المزايا من خارج الولايات المتحدة؛[45]
- طلاب يدرسون في الخارج بشرط أن يكونوا مؤهلين للدخل في الشهر الذي سبق مغادرتهم للولايات المتحدة، وألا تتجاوز مدة غيابهم عامًا واحدًا، وأن تكون الدراسة بغرض تحسين قدرتهم على أداء نشاط مجزٍ جوهريًا (SGA)، على أن تكون برعاية مؤسسة تعليمية أمريكية وألا تتوفر لهم فرصة مماثلة داخل البلاد.[46]

مع ذلك، يخضع أهلية الأجانب لعدة قيود، منها أن يكونوا ضمن فئة "أجنبي مؤهّل" وأن يستوفوا شرط استثناء معين.
هناك سبع فئات للأجانب المؤهلين، حسب تصنيفات وزارة الأمن الداخلي الأمريكية (DHS):
- الحاصلون على إقامة دائمة قانونية (LAPR)؛
- الذين مُنحوا دخولًا مشروطًا وفقًا للمادة 203(a)(7) من قانون الهجرة والجنسية (INA)؛
- الذين تم إطلاق سراحهم تحت الإفراج المشروط بموجب المادة 212(d)(5) من قانون INA لمدة لا تقل عن سنة؛
- اللاجئون المقبولون بموجب المادة 207 من قانون الهجرة والجنسية؛
- الحاصلون على اللجوء بموجب المادة 208 من قانون الهجرة والجنسية؛
- الذين تم تعليق ترحيلهم بموجب المادتين 243(h) أو 241(b)(3) من قانون الهجرة والجنسية؛
- القادمون من كوبا وهايتي بموجب المادة 501(e) من "قانون المساعدة التعليمية للاجئين" لعام 1980.

وتوجد خمسة شروط استثناء رئيسية:
- كان الفرد يحصل على مزايا دخل الضمان التكميلي في 22 أغسطس 1996؛
- لديه 40 رصيد تأميني مؤهّل (ويُستخدم دخل الضمان التكميلي كمكمّل لمزايا التقاعد أو العجز) أثناء كونه ضمن وضع الإقامة الدائمة القانونية؛
- كونه محاربًا قديمًا، أو في الخدمة العسكرية النشطة، أو زوجًا/طفلًا معالًا لأحد هؤلاء؛
- الإقامة القانونية داخل الولايات المتحدة في 22 أغسطس 1996، مع كون الفرد أعمى أو معاقًا (باستثناء المسنّين).

وللتأهل للحصول على الدخل، يجب أن يكون المهاجر مقيمًا قانونيًا في الولايات المتحدة قبل دخول "قانون إصلاح الرعاية الاجتماعية" حيّز التنفيذ بتاريخ 22 أغسطس 1996. أما من وصلوا بعد هذا التاريخ فقد يُرفض طلبهم. ومع ذلك، فإن اللوائح التي تحكم أهلية الأجانب للدخل معقدة وتحتوي على العديد من الاستثناءات، مثل اللاجئين، الحاصلين على اللجوء، الأزواج العسكريين، وبعض فئات الحاصلين على إقامة دائمة قانونية.
وقد يكون الفرد مؤهلًا إذا كان:
- مقيمًا في وضع الإقامة الدائمة القانونية منذ خمس سنوات على الأقل؛
- يحمل نموذج I-551 ساريًا؛
- ويعمل في الولايات المتحدة.[50]

ويُنصح من يودّ التحقق من أهليته بالتواصل مع إدارة الضمان الاجتماعي لتحديد موعد مقابلة.
أما من يُسجن لمدة شهر تقويمي كامل، فيُصبح غير مؤهل لتلقّي المزايا.
وفي حال الإقامة في منشأة طبية يتم فيها تغطية 50٪ على الأقل من التكاليف بواسطة ميديكيد، فقد يتم تقليص المزايا إلى 30 دولارًا شهريًا فقط.

### العواقب المترتبة على أوامر الاعتقال، والإفراج المشروط، والمراقبة
منذ أن أقر الكونغرس الأمريكي أحكام "الهاربين من العدالة" والمتهمين بانتهاك شروط الإفراج المشروط أو المراقبة في عام 1996، بدأت إدارة الضمان الاجتماعي في تعليق المزايا واحتساب مبالغ زائدة مستحقّة على الأفراد المستفيدين من دخل الضمان التكميلي (دخل الضمان التكميلي) بسبب وجود أوامر اعتقال صادرة بحقهم.
وازداد تنفيذ هذه الأحكام بشكل كبير بدءًا من عام 2000، بعد أن توصلت إدارة الضمان الاجتماعي إلى اتفاقات مع سلطات إنفاذ القانون المحلية لمطابقة قواعد البيانات.
يُحظر قانونًا منح مزايا دخل الضمان التكميلي أو مزايا الباب الثاني من برنامج الضمان الاجتماعي للأفراد الذين يفرّون لتفادي الملاحقة القضائية أو السجن بسبب جناية، أو من ينتهكون شروط الإفراج المشروط أو المراقبة القضائية.
وقد فسّرت إدارة الضمان الاجتماعي هذه النصوص بشكل واسع لتشمل الأفراد الذين وردت أسماؤهم في قواعد بيانات أوامر الاعتقال. ما أدى إلى خسارة بعض الأشخاص لمزاياهم، حتى عندما كانت أوامر الاعتقال تخص أشخاصًا آخرين.
وفي حالات أخرى، لم تكن مجرد وجود أمر اعتقال دليلاً على أن الفرد "هارب"، أو أنه انتهك شروط الإفراج المشروط أو المراقبة.
وبعد قضيتين قضائيتين هما: مارتينيز ضد أسترو وكلارك ضد أسترو، لم تعد إدارة الضمان الاجتماعي مخوّلة بتعليق المزايا لمجرد وجود أمر اعتقال دون دليل إضافي.
ونتيجة لذلك، كان لزامًا على الإدارة دفع مزايا بأثر رجعي لمئات الآلاف من المستفيدين المتضررين.

## تفاصيل المزايا

### المبالغ
يوفّر برنامج دخل الضمان التكميلي، والمعروف أيضًا باسم الباب السادس عشر من قانون الضمان الاجتماعي، مساعدات نقدية فيدرالية شهرية تصل إلى 967 دولارًا للفرد، و1450 دولارًا للزوجين (اعتبارًا من عام 2025)، وذلك لتغطية الاحتياجات الأساسية من طعام، وسكن، وملبس.
في معظم الولايات، يضمن استحقاق الدخل الوصول إلى تغطية طبية عبر ميديكيد، وأحيانًا إلى مزايا الإسكان بموجب القسم الثامن. وتقدّم بعض الولايات مدفوعات تكميلية إضافية. فعلى سبيل المثال، ترفع ولاية كاليفورنيا المساعدة النقدية من خلال برنامج الولاية، ليبلغ إجمالي مزايا الدخل لعام 2025 للفرد 1206.94 دولارًا شهريًا، و2057.83 دولارًا للزوجين.
حساب المبلغ
تأخذ إدارة الضمان الاجتماعي في الاعتبار دخل وموارد المتقدّم عند حساب المبلغ الشهري المستحق. وتُقيَّم الموارد في اليوم الأول من كل شهر. إذا قلّل الفرد موارده المحتسبة عبر استثمارها في موارد مستثناة، فإنه يظل مؤهلاً. وتشمل الموارد المستثناة: الممتلكات المنزلية، الأغراض الشخصية، سيارة واحدة، والمنزل الذي يسكنه المتقدّم.
يُحسب المبلغ الشهري للفرد عبر طرح "الدخل المحتسب" من الحد الأقصى للمزايا. و"الدخل المحتسب" هو الدخل المتبقي بعد تطبيق الاستثناءات المسموح بها. ويشمل أنواعًا متعددة:
- الدخل المكتسب: دخل العمل الإجمالي، ويشمل المبالغ المقتطعة للضرائب أو التأمين الصحي، ولذلك قد يكون أعلى من صافي الدخل الذي يتقاضاه الفرد.[65]
- الدخل غير المكتسب: أي دخل لا يُعتبر مكتسبًا، مثل الإعانات الحكومية أو مدفوعات النفقة.[66][67] ويمكن استثناء بعض أنواع هذا الدخل، مثل المدفوعات المتأخرة من الدخل، أو ائتمان ضريبي على الدخل المكتسب، أو مساعدات إعادة التوطين.[68]
  - المبالغ الإجمالية والتسويات القضائية: تُعد المبالغ الإجمالية أو تسويات المحاكم دخلًا غير مكتسب، ويجب الإبلاغ عنها خلال 10 أيام من الشهر الذي تم فيه استلامها.[69][70][71] وإذا لم تُنفق، تُعتبر موردًا في الشهر التالي.[72]
- الدخل العيني: يشمل أشياء غير نقدية مثل المأوى أو الطعام أو أجور تُدفع عينًا.[73]
- الدخل المنسوب: عندما يعيش المستفيد المؤهل مع زوج غير مؤهل، أو طفل مع والدين غير مؤهلين، يتم احتساب دخل هؤلاء ضمن دخل الفرد عند تحديد الأهلية.[74]

### المدفوعات
تُدفع مزايا دخل الضمان التكميلي في اليوم الأول من كل شهر، ما لم يصادف عطلة رسمية أو نهاية أسبوع، فتُقدَّم إلى اليوم السابق غير العطلي. والحد الأدنى للمبلغ هو دولار واحد.
بداية استحقاق المزايا
تُحدّد أهلية الفرد للحصول على دخل الضمان التكميلي اعتبارًا من تاريخ التعبير عن نيّة التقديم لإدارة الضمان الاجتماعي، بشرط تقديم الطلب خلال 60 يومًا. لا يتوفر تقديم طلب دخل الضمان التكميلي عبر الإنترنت، لكن يمكن تقديم طلب إعاقة الضمان الاجتماعي أو التقاعد إلكترونيًا، مع إرفاق طلب دخل الضمان التكميلي عبر مقابلة هاتفية تُحدَّد مسبقًا.
مثال: إذا اتصل الشخص في 31 يناير لتحديد موعد مقابلة في فبراير، فستُعتبر أهلية يناير سارية، لكن أول دفعة تُصرف في فبراير. أما ميديكيد، فغالبًا ما يبدأ في الشهر الأول الذي تتحقق فيه المتطلبات الطبية والمالية.
الأهلية خلال فترة الانتظار
الأشخاص المؤهلون للحصول على مزايا ضمان العجز قد يحصلون على دخل الضمان التكميلي خلال فترة الانتظار البالغة خمسة أشهر، إذا استوفوا شروط الدخل والموارد.

### المدفوعات الزائدة أو الناقصة أو الفائتة
تشير إدارة الضمان الاجتماعي إلى أن "أكبر تحديات دقة الدفع تحدث ضمن برنامج دخل الضمان التكميلي"، وذلك نتيجة لطبيعة الحساب الشهري المعقدة للمزايا.
تحدث "المدفوعات الزائدة" عندما يتلقى الفرد مبلغًا أعلى من استحقاقه، ويُحتسب الفرق كمدفوعات زائدة يجب سدادها. ويمكن تجنب ذلك عبر الالتزام بالإبلاغ عن أي تغيير في الدخل أو الموارد.
إذا لم يكن المستفيد مسؤولًا عن الخطأ ولا يستطيع السداد، يمكنه تقديم طلب إعفاء (نموذج SSA-632).
أما "المدفوعات الناقصة"، فتحدث عندما يحصل الفرد على أقل مما يستحق، غالبًا نتيجة تغيّر لم يُبلّغ به في الدخل أو ظروف السكن.
وتحدث "المدفوعات الفائتة" عندما لا يعلم الفرد بأهليته لـدخل الضمان التكميلي فلا يقدّم طلبًا. وقد وجدت تجربة عشوائية أن إرسال إشعارات للفئات المحتملة زاد من عدد الطلبات. وتشير الدراسات إلى أن "نحو 50٪ فقط" من المؤهلين فعليًا يحصلون على المزايا، ويرجع ذلك إلى نقص الوعي أو تعقيد الإجراءات أو عدم الرغبة بالمشاركة.

## ترتيبات المعيشة الفيدرالية
تُقسّم ترتيبات المعيشة ضمن برنامج دخل الضمان التكميلي إلى أربع فئات: A وB وC وD.

### ترتيب المعيشة A
ينطبق ترتيب المعيشة A على الفرد الذي يتحمّل مسؤولية دفع إيجار السكن، أو يشتري طعامه بشكل منفصل عن بقية أفراد الأسرة.

### ترتيب المعيشة B
ينطبق ترتيب المعيشة B على الفرد الذي لا يتحمّل مسؤولية الإيجار ولا يشتري طعامه بشكل منفصل. ويُعتبر هذا الترتيب الأقل فائدةً من بين جميع الترتيبات، حيث يُخصم من المبلغ المستحق حد أدنى باعتباره دخلًا غير نقدي على شكل سكن مجاني وطعام.
كما يُخضع الأفراد في ترتيب المعيشة B لمراجعات دورية أكثر تُعرف باسم «إعادة التقييم»، وذلك لأن من الشائع أن يتحول وضعهم لاحقًا إلى ترتيب A عند حصولهم على عقد إيجار أو شرائهم للطعام بشكل مستقل.

### ترتيب المعيشة C
ينطبق ترتيب المعيشة C على الأطفال الذين يعيشون مع أحد الوالدين على الأقل. وفي بعض الحالات، قد ينطبق على الطفل ترتيب معيشة مختلف، كأن يعيش بعيدًا عن كلا الوالدين.

### ترتيب المعيشة D
ينطبق ترتيب المعيشة D على الأفراد المقيمين في منشآت تُغطّي ميديكيد أكثر من 50٪ من تكاليف إقامتهم فيها. وفي هذه الحالة، يُصرف للفرد شيك شهري بقيمة 30 دولارًا فقط، إذ يُعتبر أن جميع احتياجاته الأساسية مُلبّاة.

## المستفيدون حسب الفئة العمرية
- العمر 65 عامًا أو أكثر – 2,482,524 مستفيدًا
- بين 18 و64 عامًا – 3,918,514 مستفيدًا
- دون سن 18 – 1,008,130 مستفيدًا

إجمالي عدد المستفيدين حتى مايو 2025: 7,409,168 مستفيدًا.

## المستفيدون والتكاليف
| السنة | عدد المستفيدين | التكاليف             |
| ----- | -------------- | -------------------- |
| 1974  | 3,996,064      | 5,096,813,000 دولار  |
| 1975  | 4,314,275      | 5,716,072,000 دولار  |
| 1980  | 4,142,017      | 7,714,640,000 دولار  |
| 1985  | 4,138,021      | 10,749,938,000 دولار |
| 1990  | 4,817,127      | 16,132,959,000 دولار |
| 1991  | 5,118,470      | 17,956,390,000 دولار |
| 1992  | 5,566,189      | 21,682,410,000 دولار |
| 1993  | 5,984,330      | 23,991,153,000 دولار |
| 1994  | 6,295,786      | 25,291,087,000 دولار |
| 1995  | 6,514,134      | 27,037,280,000 دولار |
| 1996  | 6,613,718      | 28,252,474,000 دولار |
| 1997  | 6,494,985      | 28,370,568,000 دولار |
| 1998  | 6,566,069      | 29,408,208,000 دولار |
| 1999  | 6,556,634      | 30,106,132,000 دولار |
| 2000  | 6,601,686      | 30,671,699,000 دولار |
| 2001  | 6,688,489      | 32,165,856,000 دولار |
| 2002  | 6,787,857      | 33,718,999,000 دولار |
| 2003  | 6,902,364      | 34,693,278,000 دولار |
| 2004  | 6,987,845      | 36,065,358,000 دولار |
| 2005  | 7,113,879      | 37,235,000,000 دولار |
| 2006  | 7,235,583      | 38,889,000,000 دولار |
| 2007  | 7,359,525      | 41,205,000,000 دولار |
| 2008  | 7,520,501      | 43,040,000,000 دولار |
| 2009  | 7,676,686      | 46,592,308,000 دولار |
| 2010  | 7,912,266      | 48,194,514,000 دولار |
| 2011  | 8,112,773      | 49,520,299,000 دولار |
| 2012  | 8,262,877      | 52,074,525,000 دولار |
| 2013  | 8,363,477      | 53,899,898,000 دولار |
| 2014  | 8,335,457      | 54,693,013,000 دولار |
| 2015  | 8,309,564      | 54,966,168,000 دولار |
| 2016  | 8,251,161      | 54,799,215,000 دولار |
| 2017  | 8,227,676      | 54,516,335,000 دولار |
| 2018  | 8,128,652      | 54,847,237,000 دولار |
| 2019  | 8,076,867      | 55,852,198,000 دولار |

## تعيين مستلم بالنيابة
في العادة، يُعتبر الشخص المؤهَّل للحصول على مزايا دخل الضمان التكميلي قادرًا على إدارة شؤونه المالية، وتُصرف المزايا مباشرةً له. لكن في حال كان الشخص يعاني من اضطراب عقلي يؤثّر على قدرته في إدارة أمواله، قد تطلب إدارة الضمان الاجتماعي تعيين شخص يتولى استلام المزايا نيابةً عنه، ويُعرف هذا الشخص باسم المستلم بالنيابة (بالإنجيزية: Representative Payee).
يتلقى المستلم بالنيابة المزايا بالنيابة عن الفرد المعاق، ويقوم بتسديد المدفوعات إلى الجهات المستحقة مثل مالكي العقارات، أو يسلّم جزءًا منها للفرد مباشرةً، مع تقديم المساعدة في إدارة الأموال (مثل شراء الاحتياجات، أو تقييد المصروف الشخصي، إلخ). وعادةً لا يتقاضى المستلم بالنيابة أجرًا، خاصةً إذا كان من الأصدقاء أو الأقارب. ويُمنع على وكالات الخدمات الاجتماعية التي تُعيَّن كجهة مستلمة تقاضي رسوم مقابل هذه الخدمة، في حين أن بعض الوكالات الخاصة تقدّم هذه الخدمة مقابل رسوم بسيطة.
توجد في بعض الولايات والمقاطعات برامج رسمية تُعرف باسم "برامج المستلم البديل"، حيث يتم تحويل المزايا إلى وكالة تمثل الأخصائي الاجتماعي الخاص بالشخص المعاق، وتُصرف المزايا وفق تعليماته.
تقريبًا جميع الأطفال المؤهلين لدخل الضمان التكميلي لديهم مستلمون بالنيابة (عادةً أحد الوالدين أو أحد أفراد الأسرة). أما بين البالغين ذوي الإعاقة، فإن نحو 34٪ لديهم مستلمون بالنيابة، ويُلاحظ أن من يعانون من اضطرابات عقلية مثل اضطرابات طيف التوحد، واضطرابات النمو، والإعاقات الذهنية غالبًا ما يكون لديهم مستلمون بالنيابة. كما أن حوالي 10٪ من مستفيدي دخل الضمان التكميلي ممن تبلغ أعمارهم 65 عامًا أو أكثر لديهم مستلمون بالنيابة.
وقد كلف مجلس استشاري الضمان الاجتماعي (SSAB) بإجراء دراسة حول برنامج المستلمين بالنيابة، وعقد منتدى سياسات عام 2020 بشأنه. أشارت الدراسة إلى الصعوبات التي يواجهها موظفو إدارة الضمان الاجتماعي في تقييم الحاجة لتعيين مستلم، وإيجاد مستلم مناسب، خصوصًا في حال عدم وجود أقارب.
كما أن الحجم الكبير للبرنامج (نحو 6 ملايين مستلم بالنيابة لمستفيدي الضمان الاجتماعي ودخل الضمان التكميلي)، إضافةً إلى محدودية الموارد البشرية، يجعل مهمة الاختيار والمتابعة تحديًا كبيرًا للإدارة. أوصت الدراسة بضرورة زيادة عدد الموظفين لتسهيل إدارة البرنامج، كما اقترحت تجربة نظام يضم موظفين متخصصين في إدارة ملفات المستلمين بالنيابة داخل الفروع.

## مزايا إضافية إلى جانب دخل الضمان التكميلي
بمجرد أن يصبح الفرد مؤهلاً للحصول على دخل الضمان التكميلي، فإنه يصبح تلقائيًا مؤهلاً لعدة برامج دعم أخرى بموجب القانونين الفيدرالي وقوانين الولايات. ويمكن لمستفيد دخل الضمان التكميلي الحصول على جميع هذه المزايا في آنٍ واحد، حيث تُعد شبكة أمان اجتماعي داعمة له.
- ميديكيد – لتغطية تكاليف الأدوية والرعاية الاستشفائية للمسنين والمكفوفين وذوي الإعاقة.
- بطاقات الطعام (SNAP) – لتغطية شراء الأغذية، وتختلف قيمة المزايا حسب الولاية التي يقيم فيها الفرد.
- برنامج قسائم الإسكان، والمعروف باسم "الإسكان بموجب القسم الثامن". يُعتبر مستفيدو دخل الضمان التكميلي مؤهلين تلقائيًا نظرًا لانخفاض دخلهم، لكنهم يحتاجون إلى موافقة وزارة الإسكان والتنمية الحضرية الأمريكية.
- تذكرة للعمل – جميع مستفيدي دخل الضمان التكميلي بين 18 و64 عامًا ممن يرغبون في العمل مؤهلون للحصول على خدمات دعم التوظيف المجانية المقدمة من إدارة الضمان الاجتماعي.

بالإضافة إلى ذلك، يحصل مستفيدو دخل الضمان التكميلي المؤهلون لبرنامج ميديكير على دعم إضافي لتغطية النفقات الطبية غير المغطاة من خلال برامج "ادخار ميديكير" وبرنامج "المساعدة الإضافية".

## المقترحات التشريعية والتنظيمية الحديثة
اقترحت إدارة الرئيس جو بايدن تعديلات تشريعية من شأنها رفع الحد الأقصى للمزايا الفيدرالية ضمن برنامج دخل الضمان التكميلي ليصل على الأقل إلى مستوى خط الفقر في الولايات المتحدة (نحو 1084 دولارًا شهريًا في عام 2020). ووفقًا للمبالغ الحالية، فإن نحو 3.3 مليون من مستفيدي دخل الضمان التكميلي يعيشون تحت خط الفقر.
كما اقترحت الإدارة زيادة حدود الموارد المسموح بها ضمن دخل الضمان التكميلي لتواكب التضخم. إذ يبلغ الحد الحالي 2000 دولار للفرد و3000 دولار للزوجين، وهو ثابت منذ عام 1989. ويقترح التعديل رفعه إلى نحو 4300 دولار للفرد و8600 دولار للزوجين اعتبارًا من عام 2021، مع تعديل تلقائي مستقبلي وفقًا لتغير الأسعار.
تتضمّن المقترحات أيضًا إلغاء الخصومات الناتجة عن "الدعم العيني" (كالطعام أو السكن المجاني)، وزيادة مزايا الأزواج لتصبح ضعف ما يحصل عليه الفرد.
أما إدارة الرئيس دونالد ترامب، فقد اقترحت إعفاء دخل الطلاب ذوي الإعاقة من حساب المزايا، ما يسمح لهم بزيادة دخلهم دون خسارة دخل الضمان التكميلي. كما اقترحت تقليص المزايا في حال وجود أكثر من مستفيد واحد في نفس الأسرة. لم تُعتمد هذه المقترحات من قبل الكونغرس.
وفي تعديل تنظيمي مثير للجدل، أزالت إدارة ترامب عدم القدرة على التحدث بالإنجليزية كعامل يؤخذ في الحسبان عند تقييم الإعاقة، وهو ما قد يؤدي إلى تقليل عدد المستفيدين سنويًا بحوالي 6500 من الضمان الاجتماعي و4000 من دخل الضمان التكميلي، وتوفير 4.6 مليار دولار و800 مليون دولار على التوالي خلال الفترة من 2019 إلى 2028.
كما اقترحت الإدارة إجراء 1.1 مليون مراجعة كاملة إضافية للإعاقات بين 2020 و2029، مما قد يؤدي إلى فقدان بعض المستفيدين لمزاياهم. وقد جوبه الاقتراح بانتقادات حادة وقلق من أن الأفراد قد لا يتمكنون من تمثيل أنفسهم قانونيًا خلال هذه المراجعات. وقد سُحب هذا الاقتراح لاحقًا من قِبل إدارة بايدن.
واقترحت إدارة ترامب أيضًا تسهيل استبعاد كبار السن من الأهلية للحصول على دخل الضمان التكميلي أو إعانات العجز، بحجة أن العاملين الأكبر سنًا لم يعودوا يواجهون صعوبات كما في السابق. وقد واجه هذا الاقتراح معارضة شديدة من الديمقراطيين، وتسريبات تشير إلى أنه كان سيمنع نحو 500,000 شخص من الحصول على المزايا.
تضمّنت بعض المقترحات التشريعية في الكونغرس تغييرات تخص الأطفال، مثل مشروع قانون "الحضور المدرسي يُحسن الحياة" (SAIL) لعام 2015، الذي اقترح تقليص مزايا دخل الضمان التكميلي للأطفال بين 16–17 عامًا إذا لم يكونوا يحضرون المدرسة. وقد انتقد البعض المشروع واعتبروه غير ضروري، ولم يتم إقراره.
كما طالب بعض أعضاء مجلس الشيوخ الأمريكي، بمن فيهم رئيس لجنة المالية رون وايدن، إدارة بايدن بإدراج إصلاحات دخل الضمان التكميلي ضمن "خطة العائلات الأمريكية"، تشمل رفع المزايا إلى مستوى الفقر وتحديث حدود الموارد.

## تحسين نتائج الشباب من ذوي الإعاقة
يُشكّل انتقال الشباب من ذوي الإعاقة إلى مرحلة البلوغ محور اهتمام صانعو السياسات في الولايات المتحدة. عند بلوغ الطفل سن 18، تتم إعادة تقييم أهليته وفقًا لتعريف الإعاقة الخاص بالبالغين في إدارة الضمان الاجتماعي، مما يؤدي إلى إنهاء مزايا الدخل في نحو ثلث الحالات.
وقد أعرب صانعو السياسات عن قلقهم من أن هؤلاء الشباب، الذين لديهم سجل صحي طويل، غير مستعدين للاعتماد على أنفسهم عند البلوغ. نتيجة لذلك، أنشأ الكونغرس الأمريكي أحكامًا خاصة في القانون، ومول دراسات بحثية واسعة النطاق لاختبار أساليب تحسين نتائج هذه الفئة. كما اتخذت الوكالات الفيدرالية خطوات لتحسين هذه النتائج من خلال ممارسات أفضل.
ينص أحد أحكام قانون الضمان الاجتماعي، وهو القسم 301، على إمكانية احتفاظ الشاب من ذوي الإعاقة بمزايا دخل الضمان التكميلي بعد سن 18، طالما أنه يشارك في برنامج معتمد يهدف إلى تأهيله للعمل مستقبلاً. فعلى سبيل المثال، يمكن للشباب المشاركين في برامج التأهيل المهني التي تديرها الولايات الاستمرار في تلقي المزايا حتى إن لم يعودوا مستوفين لتعريف الإعاقة الخاص بالبالغين.
ونظرًا لعدم معرفة العديد من الأسر بهذا الحكم، بدأت إدارة الضمان الاجتماعي بإرسال رسائل توعوية للأسر التي لديها شباب من ذوي الإعاقة، لتعريفهم بحقوقهم وفق المادة 301، وتزويدهم بمعلومات تساعدهم على الانتقال الناجح إلى مرحلة البلوغ.
وقد موّل الكونغرس دراستين بحثيتين كبيرتين لاختبار أساليب تحسين نتائج الشباب من مستفيدي الدخل. شملت الدراسة الأولى، المسماة "تجربة انتقال الشباب" (YTD)، اختبارات لخدمات وتدخلات مختلفة في عدة ولايات، وأظهرت نتائج مختلطة، حيث حسّنت بعض التدخلات نتائج مثل التوظيف وتقليل الاحتكاك مع نظام عدالة الأحداث، بينما لم يكن لبعضها تأثير إحصائي كبير.
تلت تجربة انتقال الشبابدراسة أوسع تُعرف باسم "تعزيز جاهزية القُصّر في دخل الضمان التكميلي" (PROMISE). ووجدت النتائج الأولية آثارًا إيجابية في مجالات مثل التوظيف، نتيجة لخدمات مثل الإرشاد، ودعم التوظيف، والتثقيف المالي، وتدريب أولياء الأمور، وتقديم معلومات عن إعاقة الشباب.